# Oblast' di Vologda
L'oblast' di Vologda (in russo Волого́дская о́бласть?, Vologódskaja óblastʾ) è una delle oblast' della Russia, appartenente al circondario federale nordoccidentale. Essa si estende per 144500 km² completamente pianeggianti, solcati da numerosi fiumi e canali e ricca di laghi e paludi.
Gli immensi prati hanno permesso un forte sviluppo dell'allevamento e dell'industria casearia.
Il territorio, ricco di canali per l'irrigazione, ha favorito l'agricoltura, in particolare cerealicoltura e risicoltura) anche se, in questi ultimi anni, è sempre meno praticata specialmente dai giovani. Degna di nota è la pesca d'acqua dolce che gli anziani del luogo intraprendono ancora con i loro tipici "barchini".
La capitale Vologda (311 000 abitanti) è un importante nodo ferroviario e porto sul fiume omonimo.

## Geografia fisica
La oblast' di Vologda confina con l'oblast' di Arcangelo a nord, con l'oblast' di Kirov a est, con l'oblast' di Kostroma a sud-est, con l'oblast' di Jaroslavl' a sud, con l'oblast' di Tver' a sud-ovest, con l'oblast' di Novgorod a sud-ovest, con l'oblast' di Leningrado a ovest e con la Repubblica di Carelia a nord-ovest.

## Geografia antropica

### Suddivisioni amministrative

#### Rajon
L'oblast' di Vologda comprende 26 rajon (fra parentesi il capoluogo; sono indicati con un asterisco i capoluoghi non direttamente dipendenti dal rajon ma posti sotto la giurisdizione della oblast'):
- Babaevskij (Babaevo)
- Babuškinskij (Selo imeni Babuškina)
- Belozerskij (Belozersk)
- Čagodoščenskij (Čagoda)
- Čerepoveckij (Čerepovec*)
- Charovskij (Charovsk)
- Grjazoveckij (Grjazovec)
- Kadujskij (Kaduj)
- Kičmengsko-Gorodeckij (Kičmengskij Gorodok)
- Kirillovskij (Kirillov)
- Meždurečenskij (Šujskoe)
- Nikol'skij (Nikol'sk)
- Njuksenskij (Njuksenica)

- Šeksninskij (Šeksna)
- Sjamženskij (Sjamža)
- Sokol'skij (Sokol*)
- Tarnogskij (Tarnogskij Gorodok)
- Totemskij (Tot'ma)
- Ustjuženskij (Ustjužna)
- Ust'-Kubinskij (Ust'e)
- Vaškinskij (Lipin Bor)
- Velikoustjugskij (Velikij Ustjug*)
- Verchovažskij (Verchovaž'e)
- Vologodskij (Vologda*)
- Vožegodskij (Vožega)
- Vytegorskij (Vytegra)

#### Città
I centri abitati della oblast' che hanno lo status di città (gorod) sono 15 (in grassetto le città sotto la diretta giurisdizione della oblast', che costituiscono una divisione amministrativa di secondo livello):
- Babaevo
- Belozersk
- Čerepovec
- Charovsk
- Grjazovec
- Kadnikov
- Kirillov
- Krasavino

- Nikol'sk
- Sokol
- Tot'ma
- Ustjužna
- Velikij Ustjug
- Vologda
- Vytegra

#### Insediamenti di tipo urbano
I centri urbani con status di insediamento di tipo urbano sono invece 9 (al 1º gennaio 2010):
- Čagoda
- Čebsara
- Chochlovo
- Kaduj
- Kuzino

- Sazonovo
- Šeksna
- Vochtoga
- Vožega